# Thermistis taiwanensis
Thermistis taiwanensis är en skalbaggsart som beskrevs av Nara och Yu 1992. Thermistis taiwanensis ingår i släktet Thermistis och familjen långhorningar.
Artens utbredningsområde är Taiwan. Inga underarter finns listade i Catalogue of Life.